# 海王星岸舰导弹系统
RK-360MC海王星（羅馬化：RK-360MC «Neptun»）岸舰导弹系统是乌克兰岸基机动反舰导弹系统，配备反舰导弹R-360海王星。可摧毁巡洋舰、驱逐舰、护卫舰、轻型护卫舰等战舰，以及独立和集群作战的两栖坦克、两栖舰艇和运输舰。
整套系统包括：RKP-360指挥车、带有TPK-360运输和发射舱的USPU-360发射车、TZM-360装填车、TM-360运输车。
2022年4月13日，海王星反舰导弹因击毁俄军黑海舰队旗舰——导弹巡洋舰莫斯科号而名声大噪。

## 历史

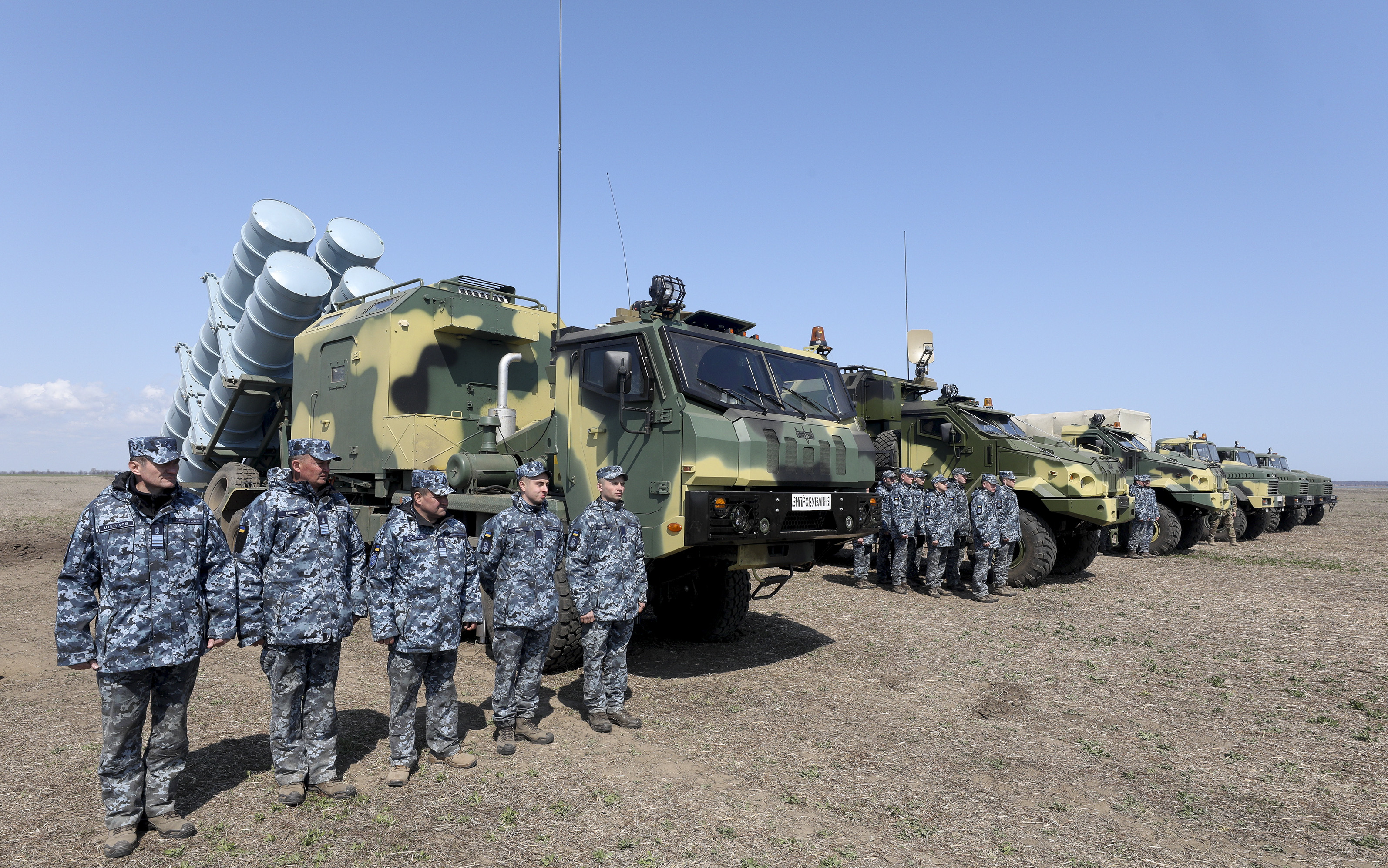
首个试验车RK-360MC海王星系统，2019年4月5日。

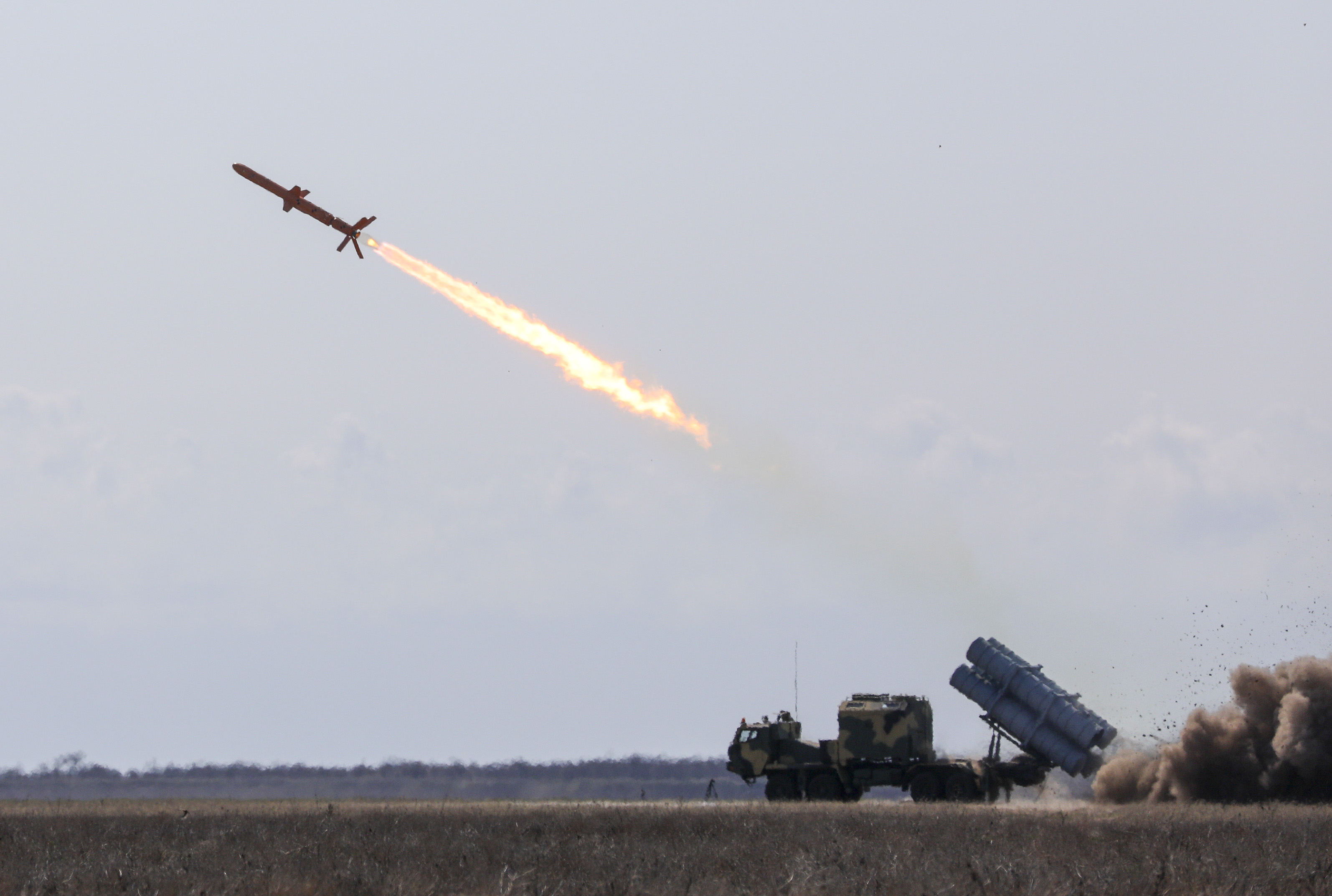
2019年4月5日，飞弹试射。

射线设计局于2010年在时任总设计师兼总经理奥列格·科罗斯捷列夫的推动下开始了新型反舰导弹的开发工作。当时此项目被认为不合适。特别是由于缺乏国防需求资金，项目未被列为优先事项。
2013年，导弹模型的首次试射在切尔尼戈夫附近的试验场进行。2015年，尽管导弹的外观一直被保密，但这种新武器的存在仍被公之于众。正是从此时起项目加速，期间也曾出现问题并导致项目中断。
奥列格·科罗斯捷列夫表示，整个RK-360MC海王星系统的开发，包括巡航导弹和所有设备，乌克兰仅花费了约4000万美元。这就是射线设计局将岸基反舰系统进行国家测试所需的资金，验收测试已于2020年8月完成并投入使用。
2019年2月，在IDEX-2019展会上，海王星系统的模型首次向公众展示。
2019年4月5日，RK-360MC海王星系统的测试在敖德萨州的测试场进行。据当时在场的乌克兰总统彼得罗·波罗申科称，海王星系统应在极短的时间内投入使用，不仅应列装乌克兰海军，乌克兰地面部队也应列装。
2019年5月27日，改进型R-360海王星导弹再次试射。
2020年3月31日和4月2日，在工厂测试的一个阶段中，RK-360MC海王星系统的R-360导弹击中了指定位置的海上目标。
2020年5月26日至30日，阿里贝训练场对导弹进行了定期测试。这一阶段试验的特点是几乎同时向两个海上目标发射导弹——两枚导弹相继从发射器中射出，两秒后发射下一枚。
2020年8月23日，RK-360MC海王星系统被乌克兰武装部队接受。
2020年9月，装备RK-360MC海王星系统的部队首次参加了共同努力2020战略指挥与参谋演习。在演习中进行了摧毁敌舰的演练。操作人员前往指定位置，采取必要行动部署发射系统，接收交战命令，在模拟发射后撤离阵地。
2020年10月20日，乌克兰国防部报告称，决定重新分配当年国家国防订单的资金，以用于购买海王星系统。

### 更换底盘

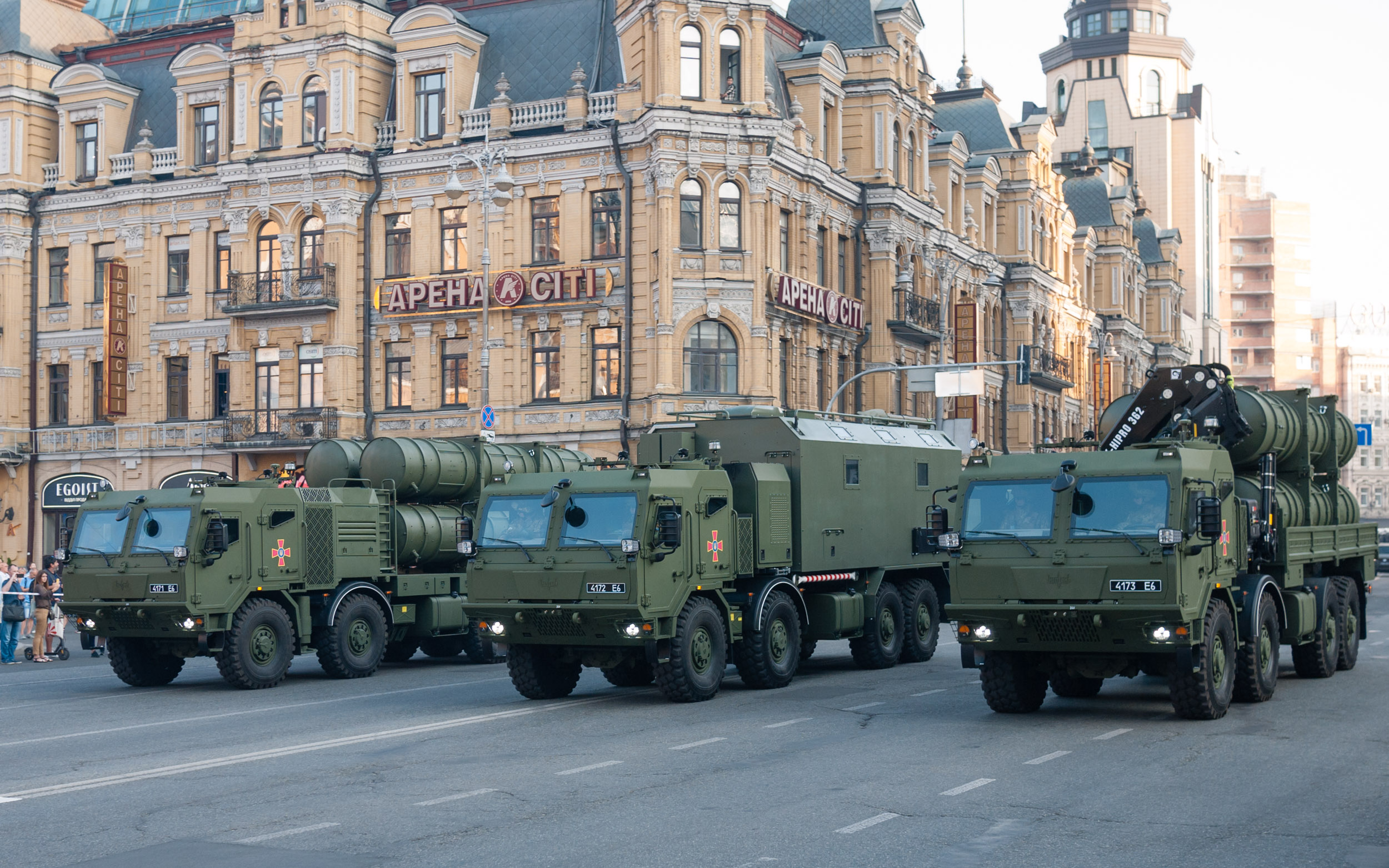
第一套基于太脱拉815-7底盘的海王星系统，摄于2021年乌克兰独立日的阅兵式彩排

2021年5月，乌克兰国防部报告称，安装海王星反舰系统第一批元件的KrAZ-7634NE底盘试验车在测试过程中显示出负面结果和低可靠性，这一点得到了乌克兰国防部和乌克兰国防工业集团的初步测试报告的证实。射线设计局作为海王星系统的主要开发商，与国防部联合决定将底盘替换为太脱拉公司的底盘。其中一个原因是克雷门丘克汽车厂的财务和经济状况不佳，无法确保底盘定型及其定时定量生产。

### 量产
2019年5月，弗拉基米尔·塞梅诺夫宣布R-360反舰巡航导弹的国家订单将达到120套。2022年4月，第一套海王星反舰系统投入使用。
2020年12月30日，射线设计局与乌克兰国防部签订了2021年向军队供应RK-360MC海王星系统的合同，属于国家国防订单的一部分。根据合同，发射车、运输车和装填车以及移动指挥车都将交付乌克兰军队。
据国家舰队司令阿列克西·涅伊日帕帕称，第一套海王星系统将于2022年4月移交给乌克兰武装部队的海军。2021年购买RK-360MC海王星系统的预算金额为72,016.46万格里夫纳，按2月汇率计算为2590万美元。
2021年初，乌克兰海军创立了一个将配备海王星系统的导弹师，其中一支部队转移至导弹师的参谋部。这支部队单位正准备接收第一套RK-360MC海王星导弹系统。2021年2月，加入新组建的海岸导弹师的第406独立炮兵旅的军官们研究了RK-360MC海王星系统的软件。新部队下一阶段的准备工作是前往训练场并进行射击训练。
2021年3月15日，乌克兰海军第65独立海岸导弹师接收了RK-360MC海王星移动反舰导弹系统的试验部件。军方接收了一辆RKP-360指挥车、一辆USPU-360自行发射车、一辆TZM-360装填车以及一辆TM-360运输车，用于2019-2020年的测试。导弹也被移交。该师在2022年正式列装。出席交付仪式的有海军司令阿列克西·涅伊日帕帕少将率领的国家舰队司令部、开发商公司射线设计局的代表、地区国家管理机构和神职人员。
该师将通过第一套训练和作战系统的原型设备展开对导弹系统的调校的实际准备工作。未来他们将装备海王星导弹系统执勤。射线设计局负责人奥列格·科罗斯捷列夫表示，海王星导弹系统的生产已开始。
2022年1月26日，射线设计局开始生产第二套海王星系统。第一套反舰导弹发射系统的海试直到2022年初仍在进行。测试期间，在当时的冬季现场条件下检查了液压装置及系统。乌克兰海军司令阿列克西·涅伊日帕帕表示，第一套海王星陆基反舰系统将于2022年4月移交给部队。

## 详情
海王星反舰系统可控制领海和海峡地区，保护海军基地、其他沿海设施和沿海基础设施，以及保护危险方向可能发生两栖登陆的海岸。

### 系统组成
RK-360MC海王星包括：
- 1辆移动指挥车RKP-360
- 6辆同型号发射车USPU-360
- 6辆装填车TZM-360
- 6辆运输车TM-360

一套系统共备有72枚R-360导弹，每辆发射车、装填车和运输车各4枚。

#### RKP-360移动指挥车

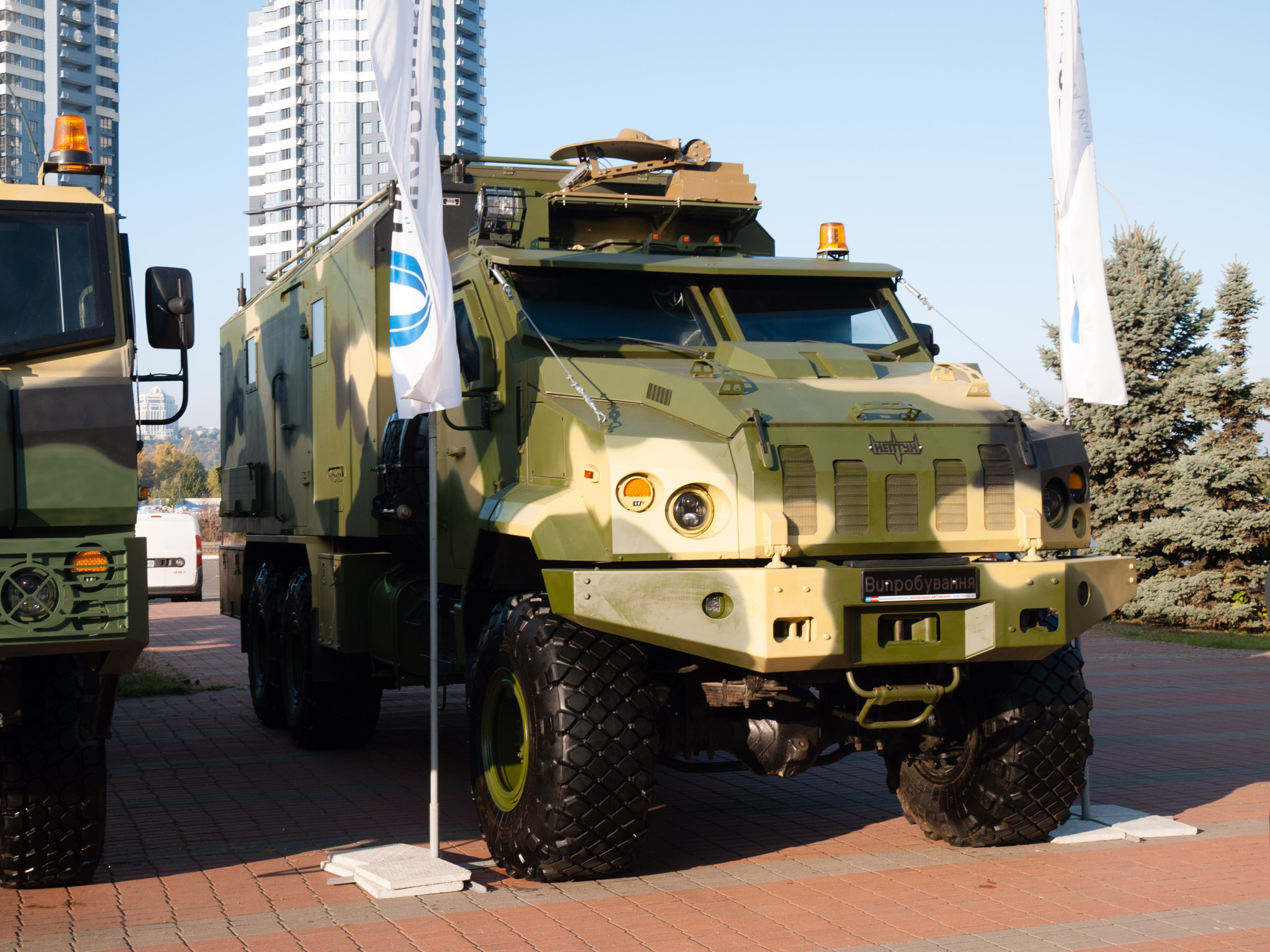
KraZ-6322（乌克兰语：КрАЗ-6322）底盘上的RKP-360试验车，摄于2019年。
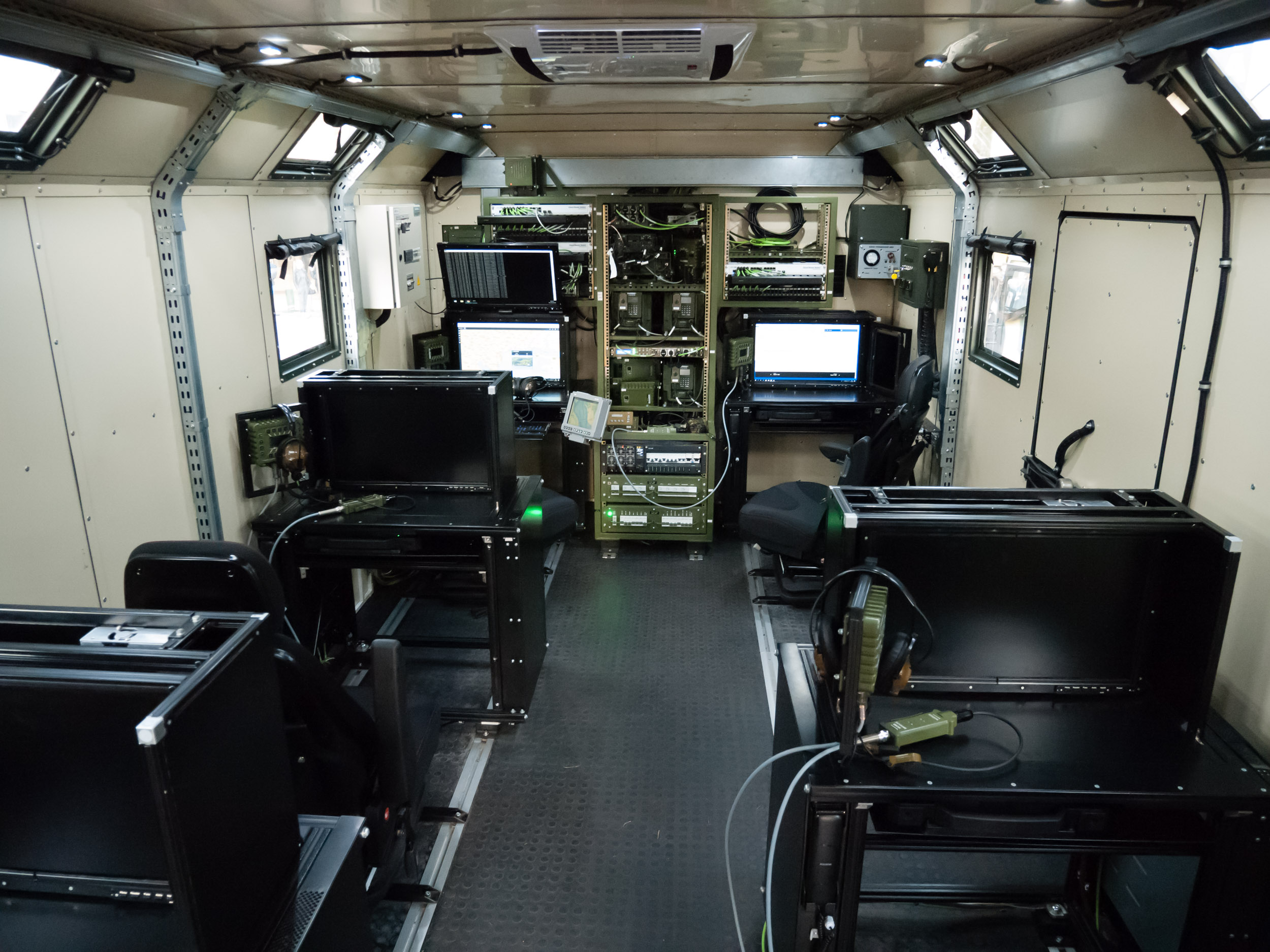
指挥车内部，摄于2019年。
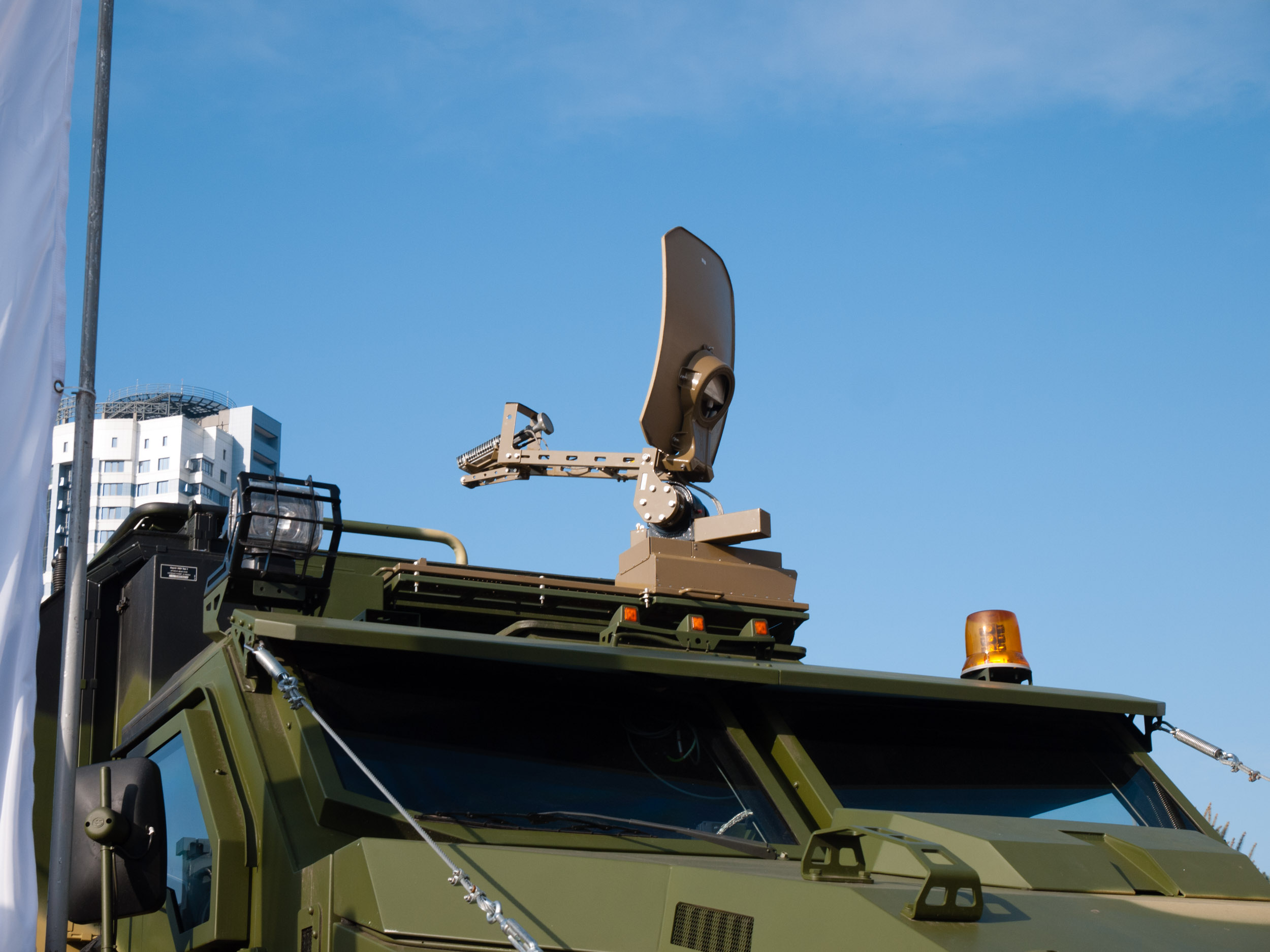
卫星通讯
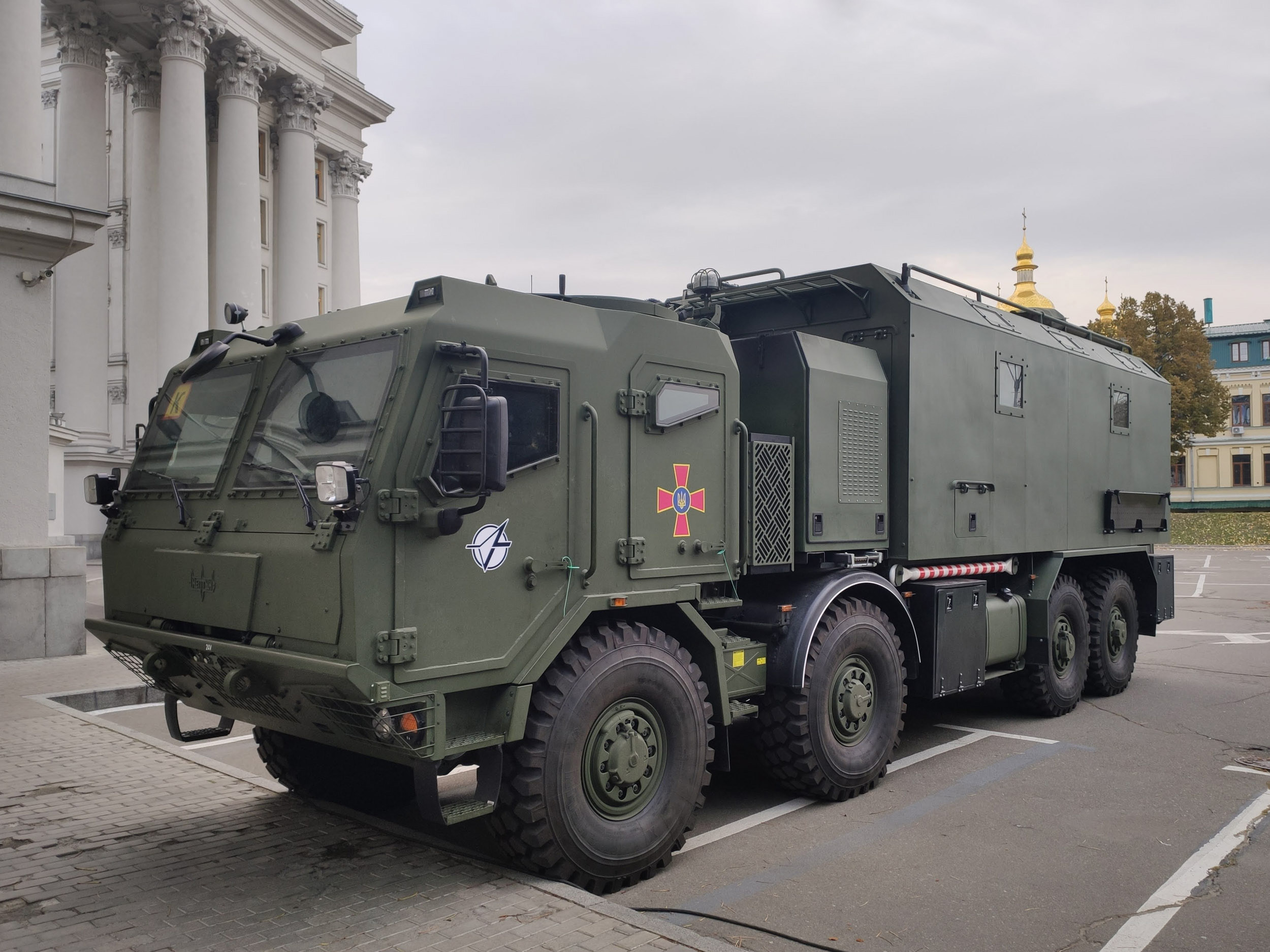
太脱拉815-7底盘上的第一辆RKP-360
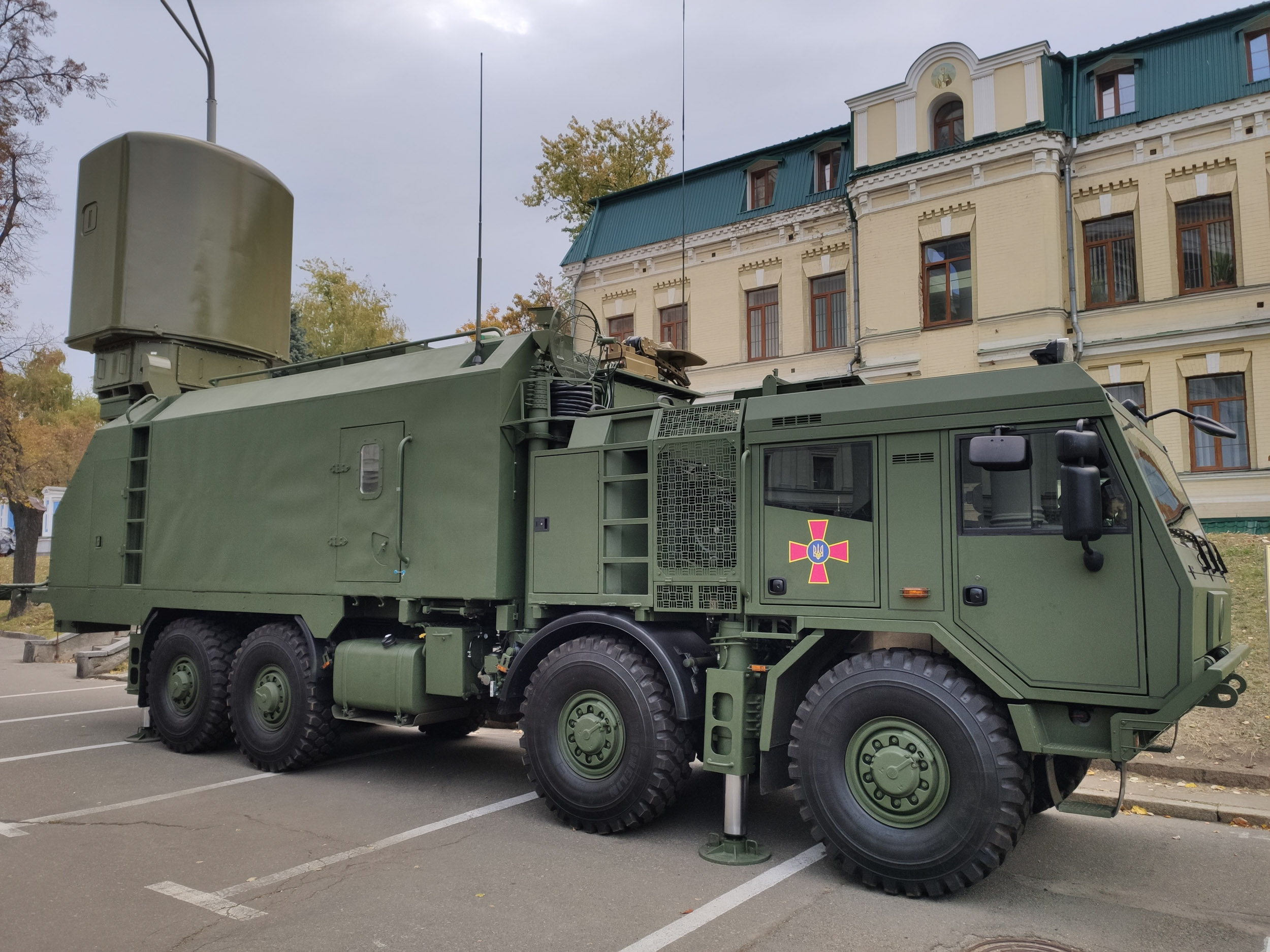
矿物-U雷达车（乌克兰语：Мінерал-У）

RKP-360移动指挥车可自动控制RK-360MC发射系统的各组分，确保指挥车与各个子系统的稳定通信。整个海王星系统的管理，即发射车、装填车和运输车都通过它进行。即，一辆指挥车同时控制其他18辆车上的设备，确保摧毁目标、运送和重新装填巡航导弹。通信类型：卫星、HF、VHF。计算：5人。最长部署时间不超过10分钟。
指挥官的工作场所位于RKP-360中，指挥官通过数字部队管理系统接收有关目标的所有必要数据。2020年，计算工作场所使用Delta态势感知系统。用户使用该系统可通过受保护的卫星连接传输有关目标的类型、精确坐标和速度等信息。这些数据的获取得益于地面和空中雷达站、卫星数据、无线电技术情报等工作。
指挥车的处理数据通过与发射车通信并被传输至每枚导弹。在R-360导弹的内存中，记录有其作战任务、飞行路线（可能有大量的航向改变点）以及目标特征。接着，可从指挥车发送“启动”命令。因此，海王星指挥车，简而言之就是一个“车轮上的服务器”，负责接收、处理和传输信息和命令。此方式可显著减少发射导弹所需的时间。
RKP和发射系统的其他组分间的数字数据交换通过美国哈里斯集团生产的数字无线电台进行。为确保精确定位，厂商使用的是乌克兰地平线导航公司生产的卫星导航系统。

#### R-360飞弹

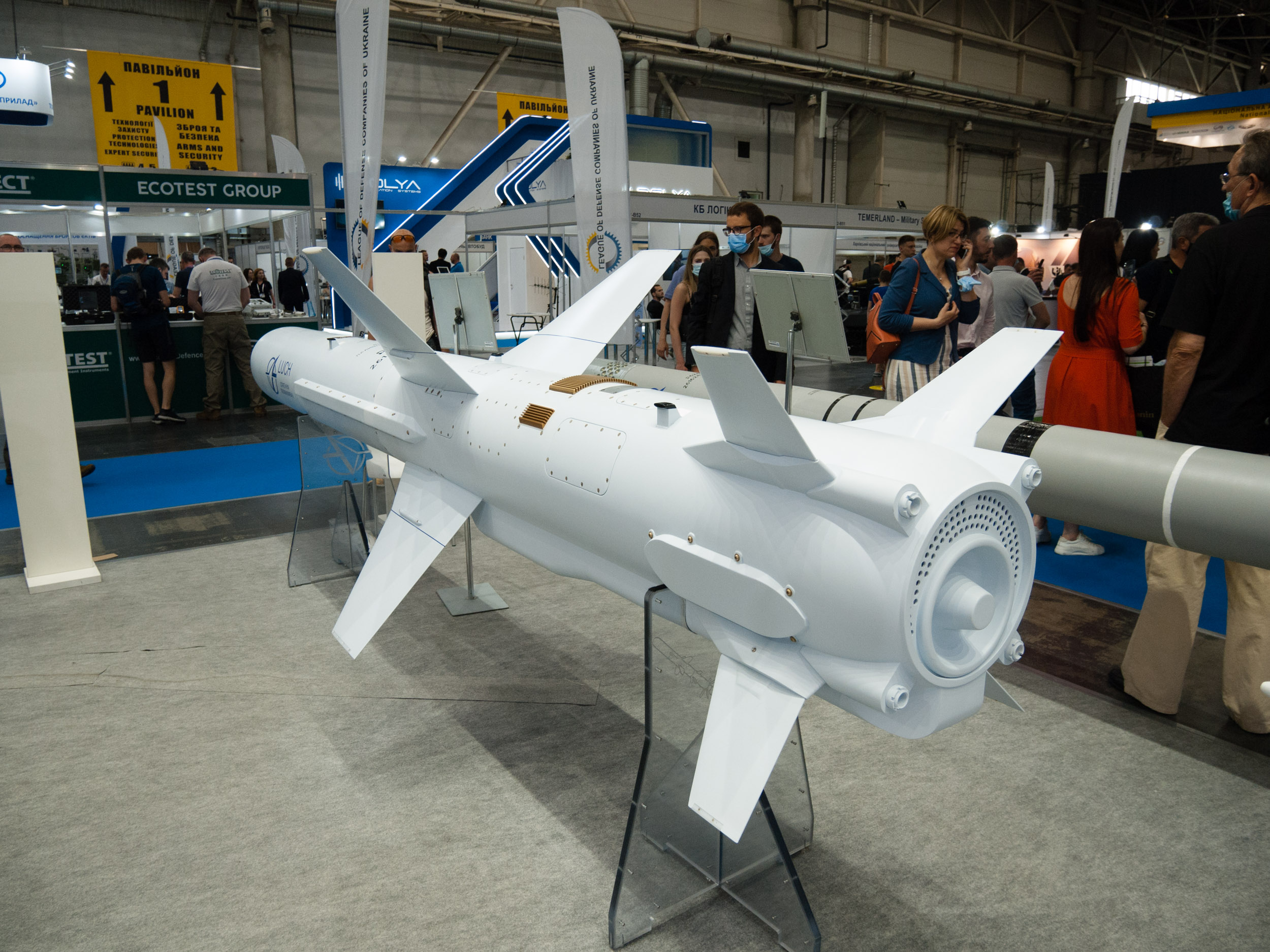
2021年军火与安全防务展览会上的R-360导弹模型
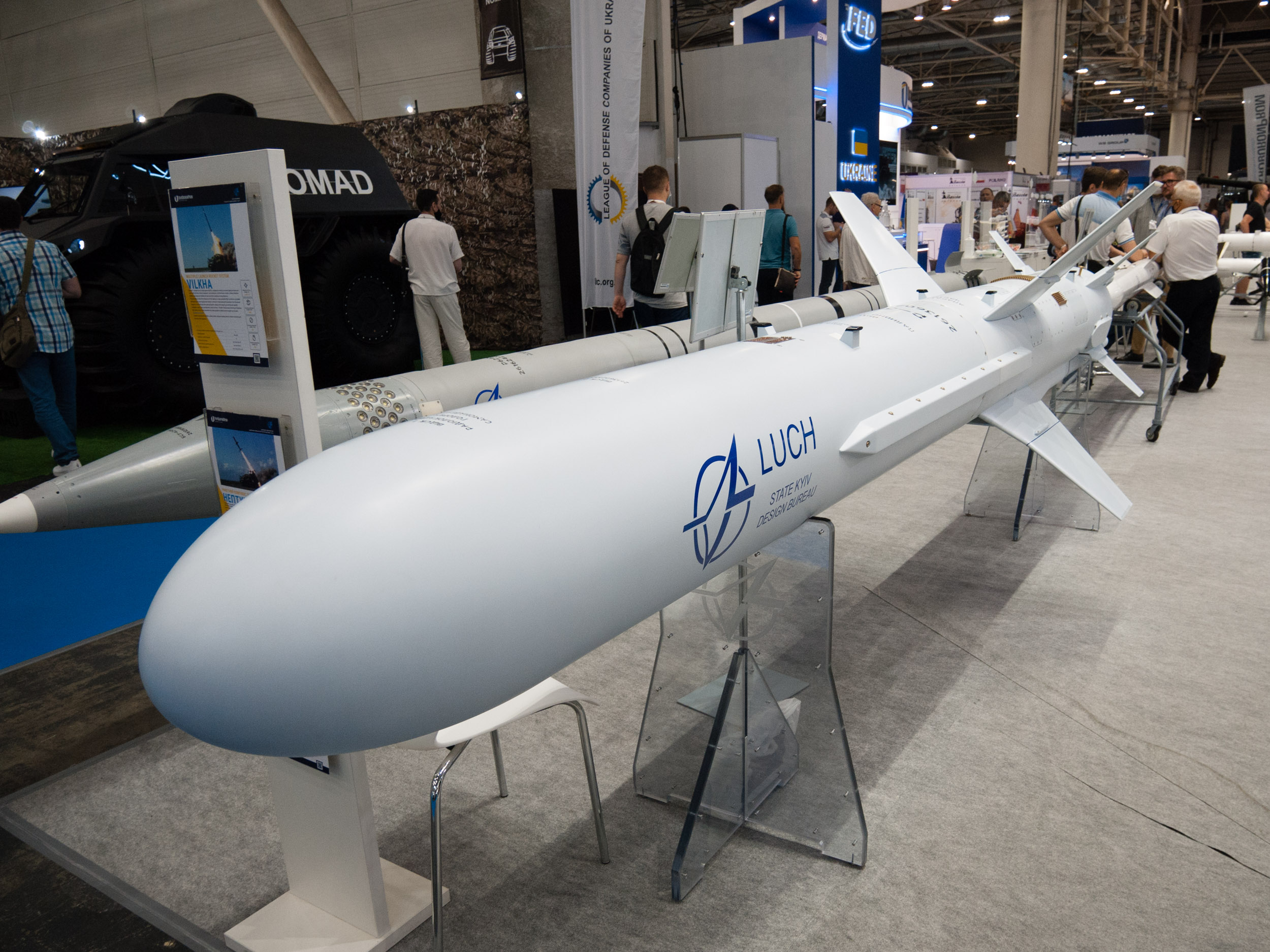
R-360飞弹模型，另一个角度

R-360飞弹质量为870公斤，弹头质量为150公斤；导弹直径为380毫米；最大发射距离为280公里。带有加速装置的火箭本身长度为5050毫米。R-360在波峰上方的飞行高度范围为3至10米。
在“发射”命令发出后，R-360巡航导弹将立即在专用加速装置的触发下启动，这有助于导弹获得必要的启动速度并达到标定飞行高度。
R-360的飞行由几个阶段组成。巡航导弹先沿着内存中设定的路线在距地面几十米的高度飞行。带有卫星校正的惯性导航系统负责导航。导弹的这个系统类似于一个自动驾驶仪，可将导弹引导至目标区域。在距目标几十公里处，导弹进行一次“滑行”，上升到数百米，并打开主动归位头（由Radioniks公司制造）。弹头能够看到并捕获50公里外的目标，此外，其对敌方雷达电磁干扰的抵抗力得到了增强。弹头的视角范围达±60°，即，如果目标开始主动机动，R-360仍能看到它并飞向它。相比之下，鱼叉反舰导弹弹头所用的美国AN/DSQ-28归位头的最大偏转角范围是±45°。
看到并识别出目标后，R-360能计算出摧毁目标的最佳轨迹，然后下降并在距离水面几米的地方继续飞行。导弹的速度为900公里/小时，从捕获目标到摧毁目标因而需要几分钟的时间。

#### USPU-360发射车

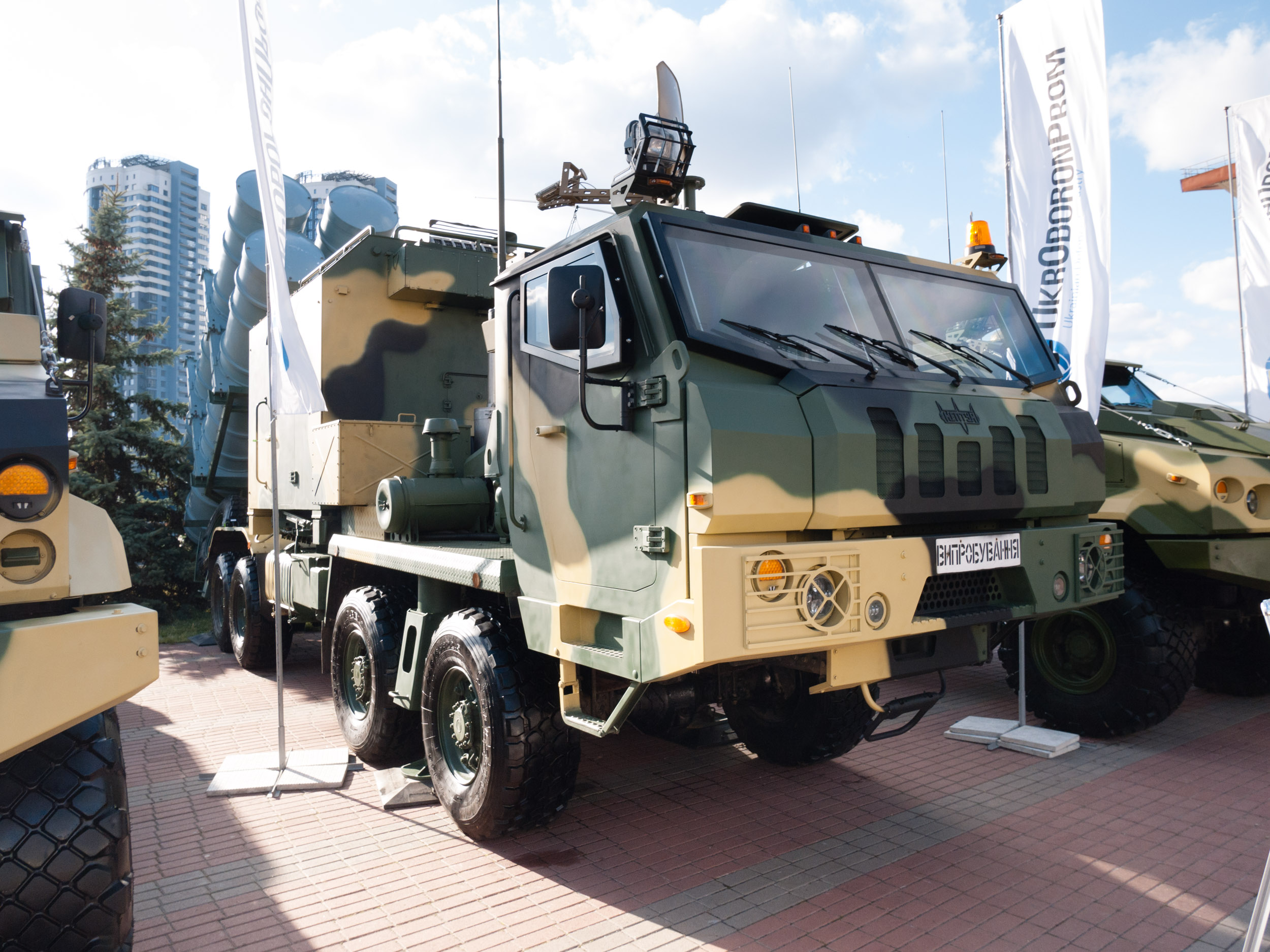
飞弹发射器安装于KrAZ-7634NE（乌克兰语：КрАЗ-7634）底盘的试验车，摄于2019年
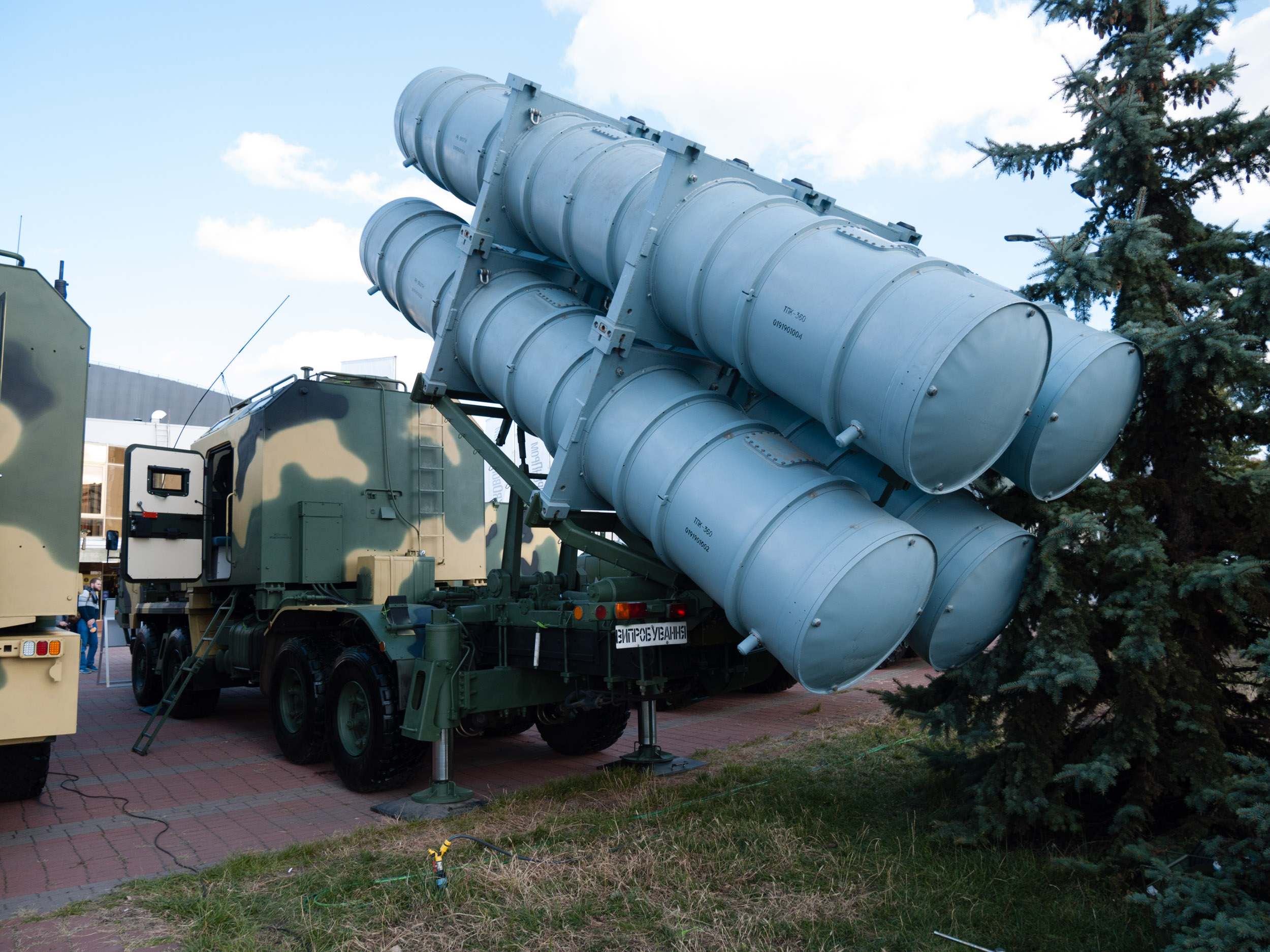
KrAZ-7634NE（乌克兰语：КрАЗ-7634）底盘上的飞弹发射器，摄于2019年
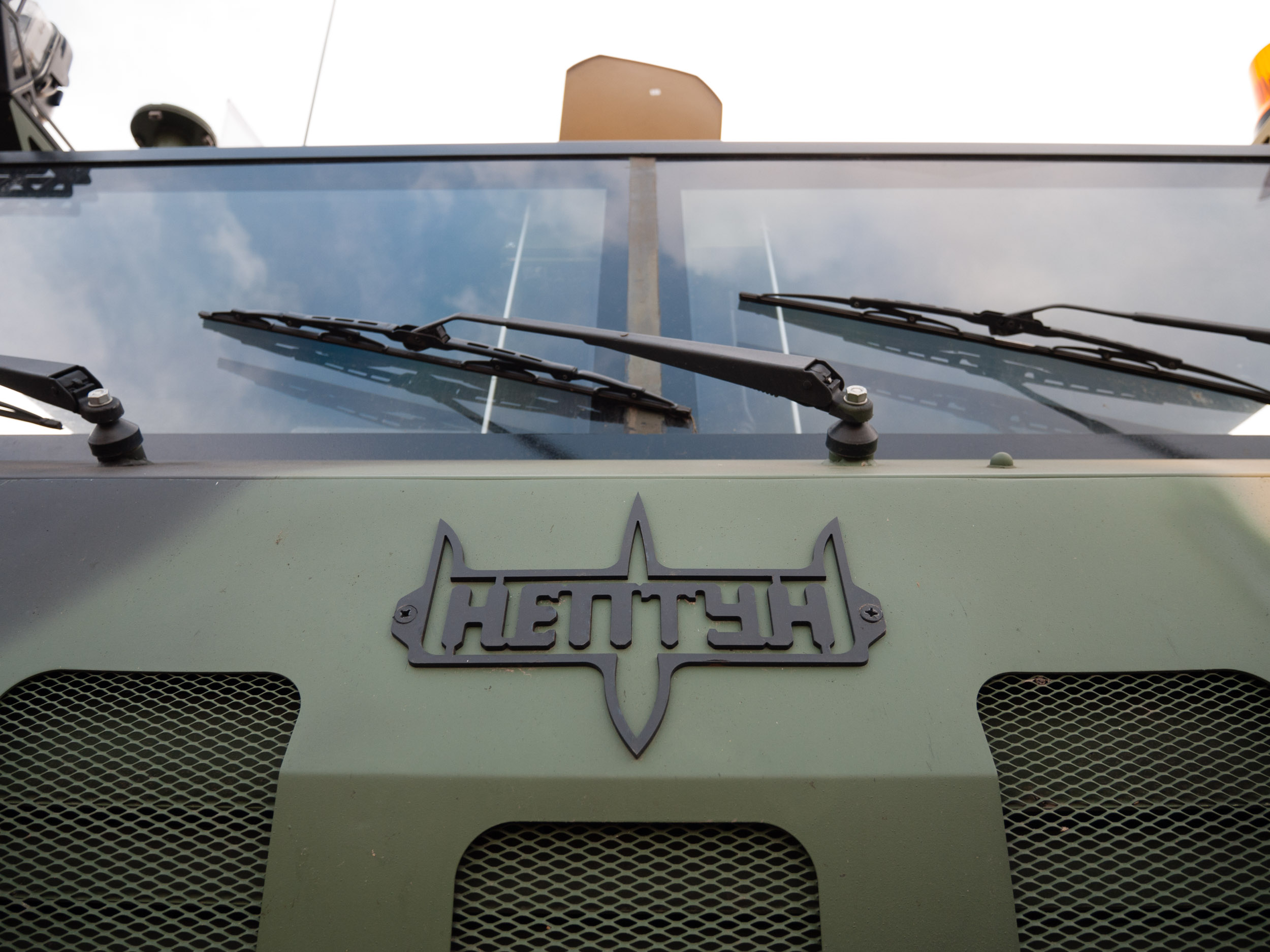
KrAZ-7634NE（乌克兰语：КрАЗ-7634）底盘上的海王星标识，摄于2019年
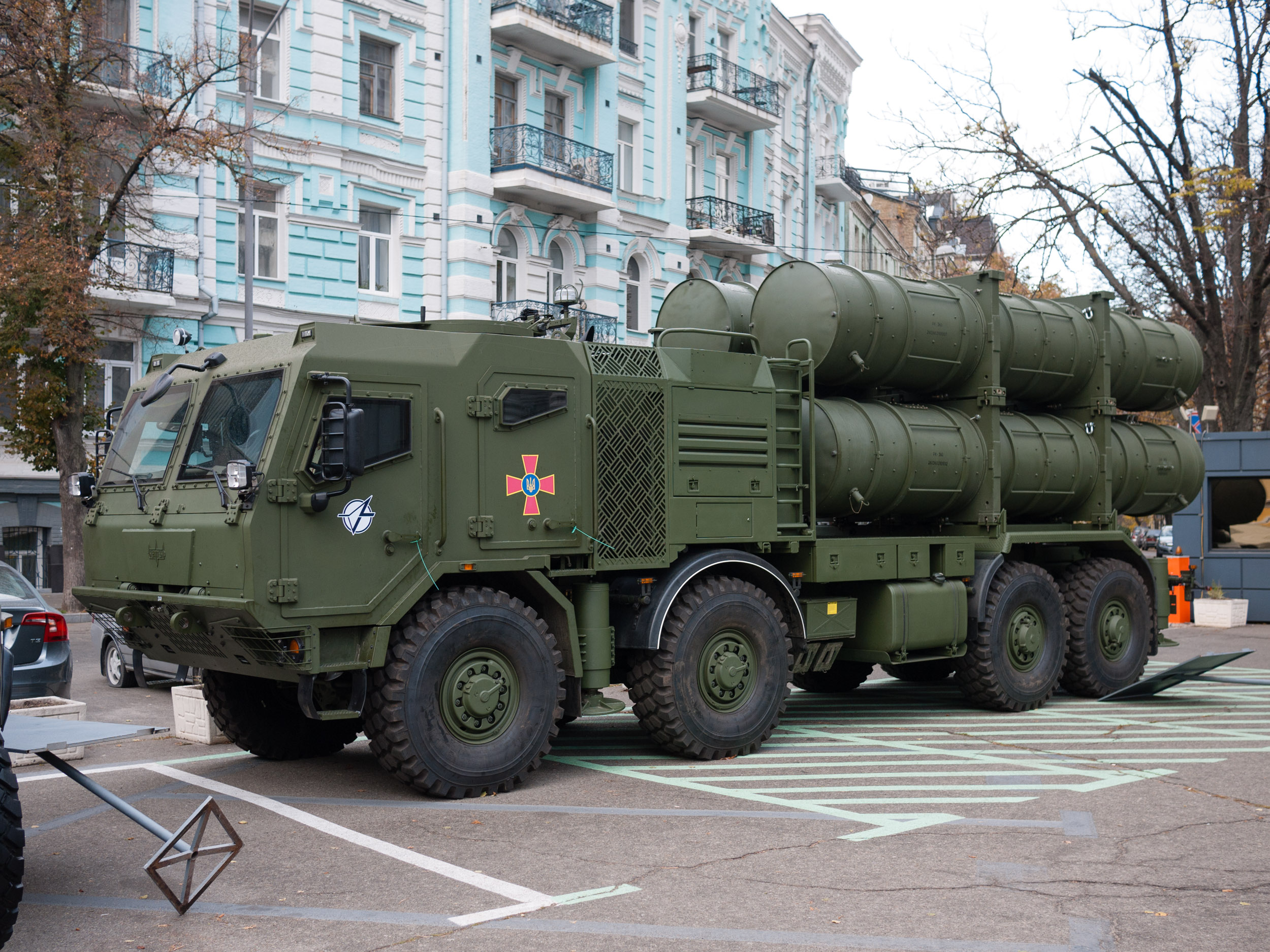
第一辆基于太脱拉815-7底盘的发射车，摄于2021年
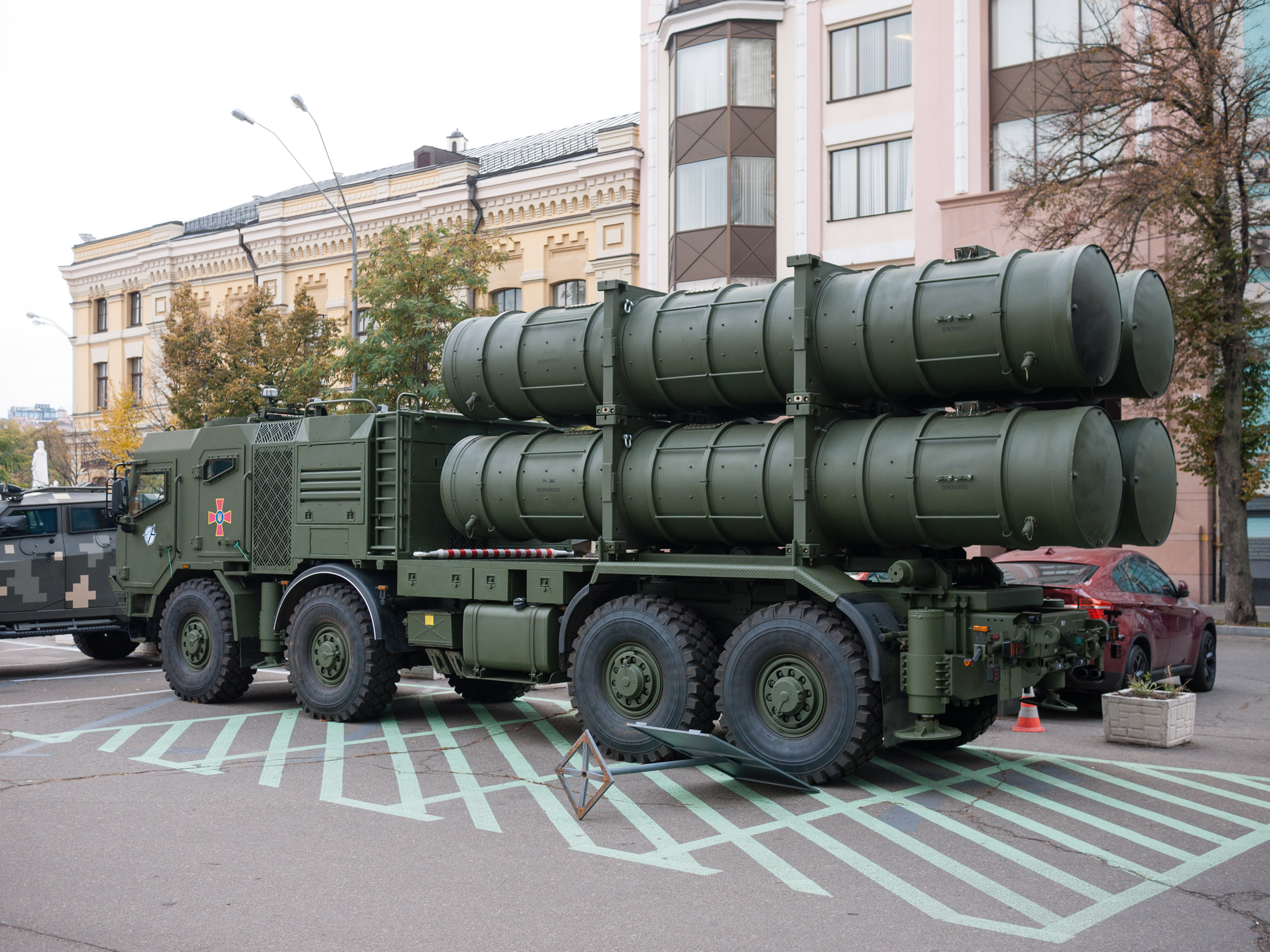
太脱拉815-7底盘上的飞弹发射器，摄于2021年

USPU-360发射车，可用于对R-360飞弹执行部署、临时储存、运输、发射待命及发射等战术动作。海王星系统包括6辆发射车，能同时向不同目标发射24枚巡航导弹，齐射发射间隔为3至5秒。
发射车成员负责到达指定位置、完成部署并监控R-360飞弹所有系统的运行情况。从战斗任务的记录到最终的发射待命，操作员可通过系统的工作监视器监视众多导弹的运行状态。在正常模式下，“启动”按钮由指挥车的操作员按下，但为确保系统100%无故障运行，射线设计局的专家提供了另一种操作模式。例如，若与指挥车失去联系，战斗任务和导弹命令可转移至另一更高级别的指挥所 (车)。为此，每个发射器都配备了卫星通信系统。因此，海王星甚至可从基辅的总部遥控发射。这种操控方式创建了一个能在真实战斗条件下工作的可靠的综合控制系统，包括敌人大规模使用无线电子战的情形。
2020年11月，在与博主们的会面中，乌克兰武装部队总司令鲁斯兰·霍姆恰克上将表示，未来发射器将安装在捷克太脱拉公司制造的底盘上。发射器最初安装于KrAZ-7634NE底盘，由乌克兰装甲车企业负责改装。

#### 支持车

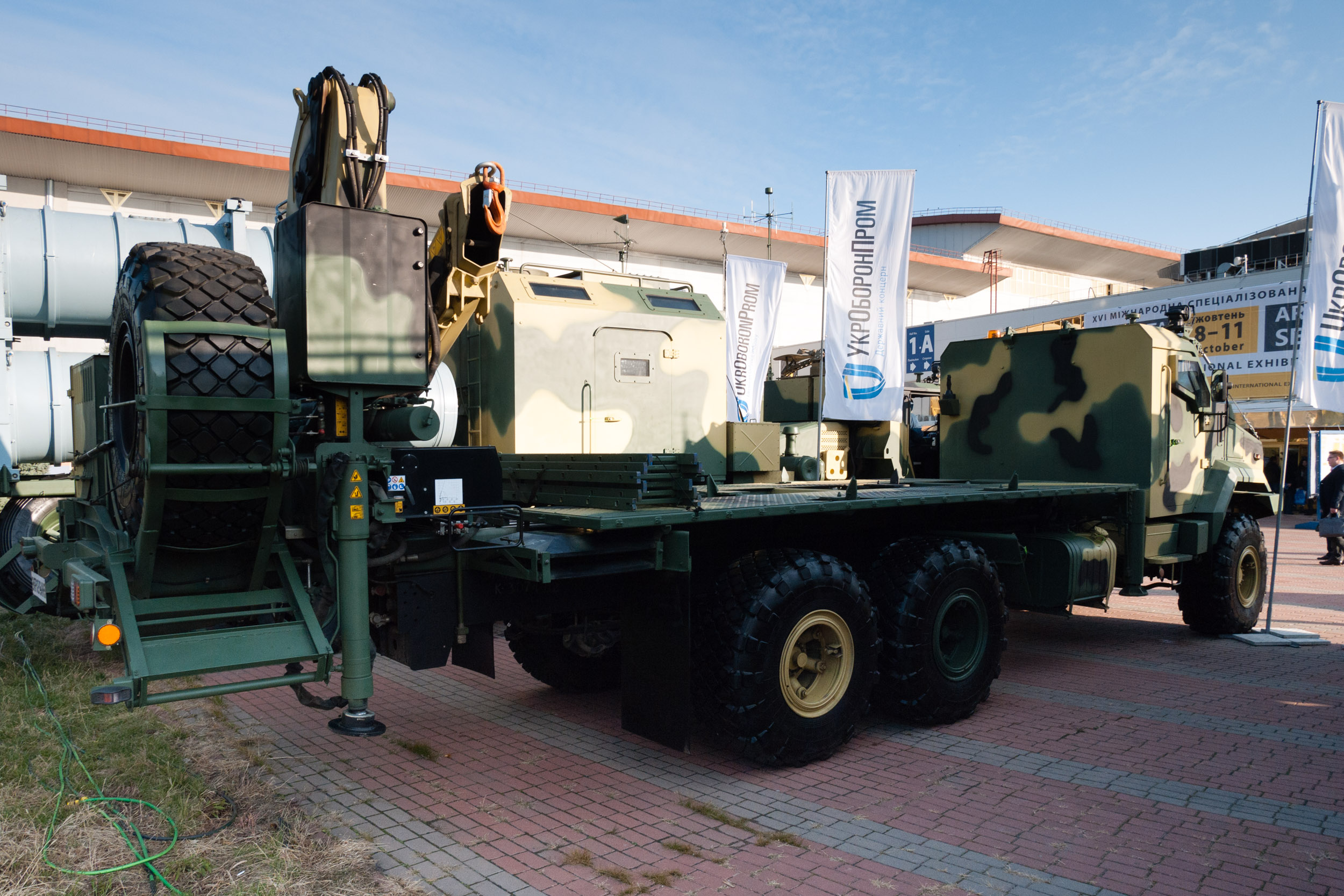
KrAZ-6322（乌克兰语：КрАЗ-6322）底盘上的装填设备，摄于2019年
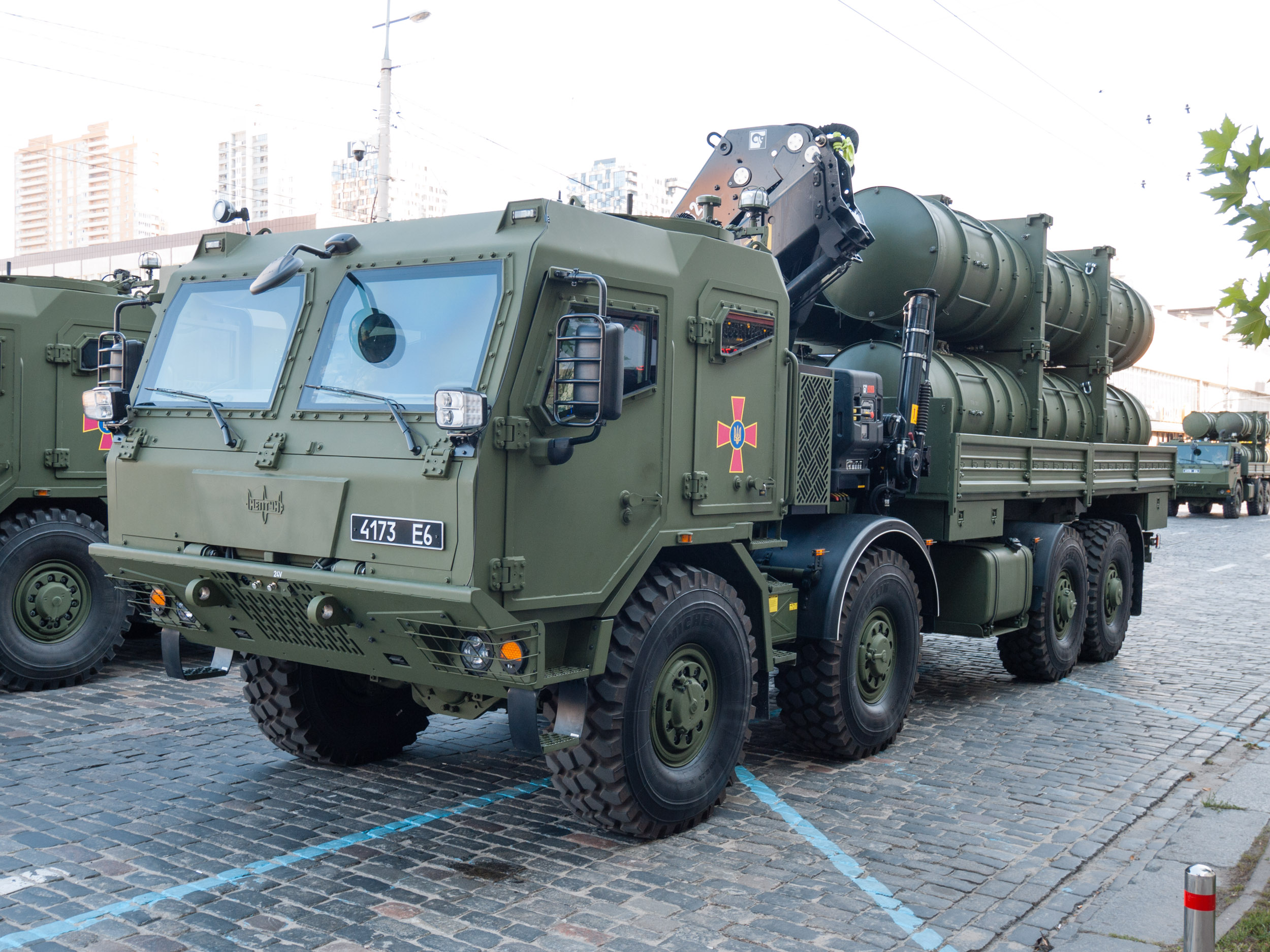
基于太脱拉815-7底盘生产的装填车，车上的TZM设备配备了机械臂起重机，摄于2021年
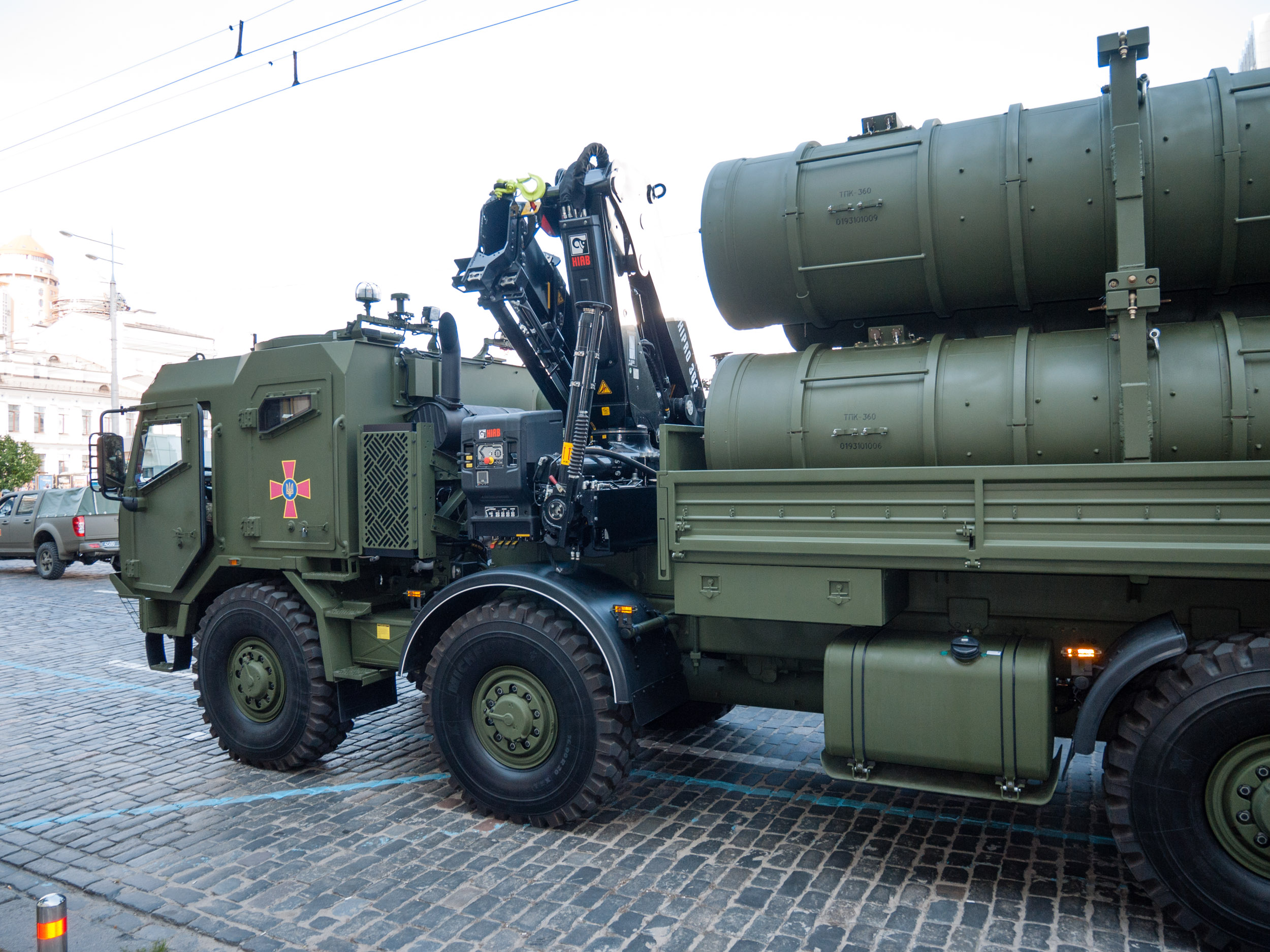
机械臂起重机
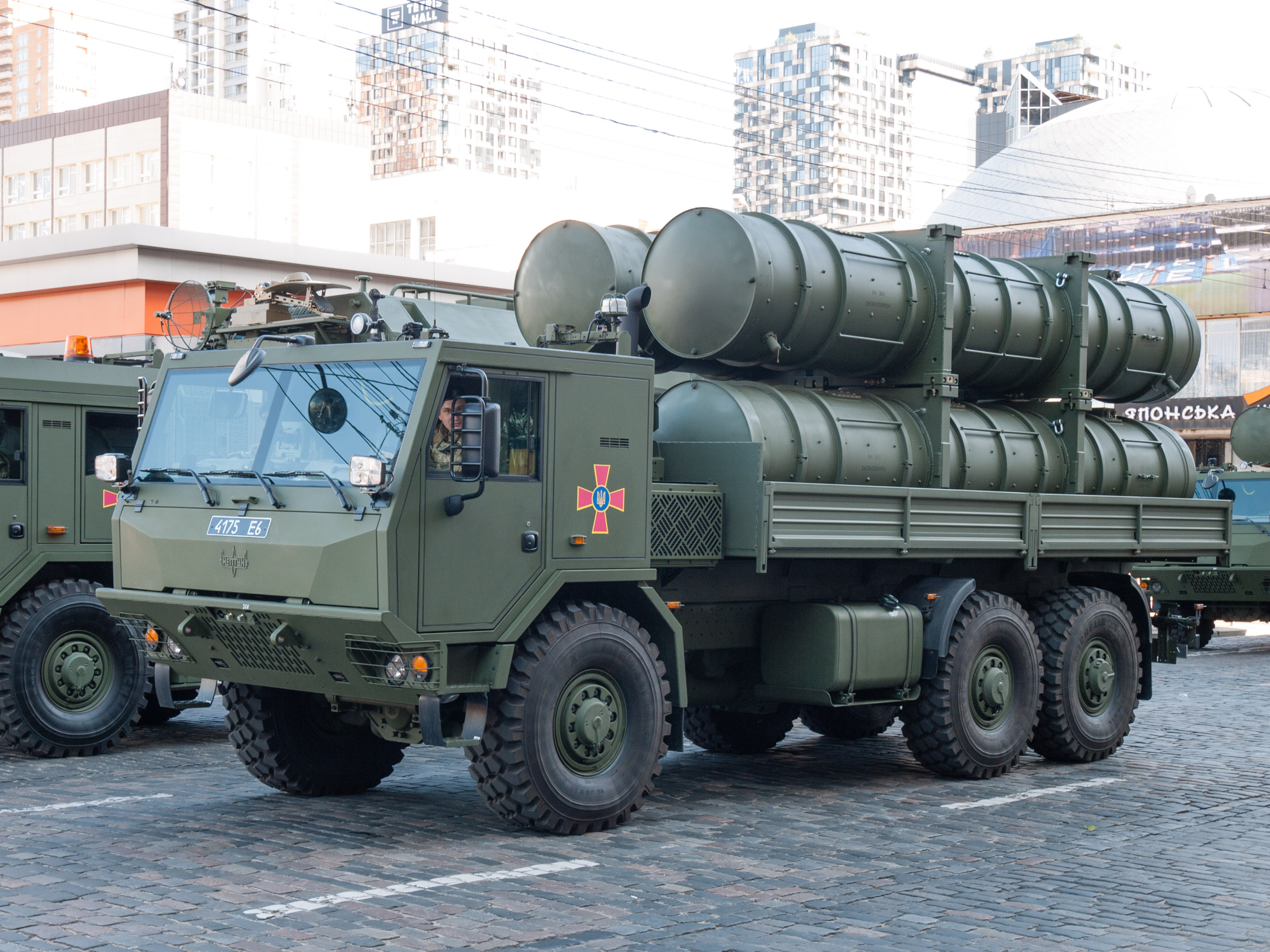
基于太脱拉815-7底盘的运输车，摄于2021年

TZM-360装填车可用于放置、临时存储、运输以及为TPK-360发射容器重新装填R-360飞弹。部署时间10分钟以内。装填时间20分钟以内。由3人操作。
TM-360运输车可用于放置、临时储存和运输装有R-360飞弹的TPK-360发射容器。
发射后，发射车借助TZM-360装填车进行重装。TZM-360可额外运输四个装有R-360导弹的容器，车上装有一具特殊的机械臂，可移除空容器并替换为新的容器。与此同时，空的容器则被放置于TM-360运输车上。按照反舰系统的组成，6辆海王星发射车各配1辆装填车和1辆运输车。因此得出，一套系统备有72枚R-360巡航导弹。

### 系统内部的交互
Delta态势感知系统由航空侦察的志愿者根据武装部队的需求开发。随后，Delta系统被集成至海王星指挥车的信息系统。Delta系统按北约协议进行访问协同控制，因此具有适当访问级别的每个用户都拥有该系统权限的一部分。截至2021年初，Delta是武装部队中唯一一个连续两年参与北约信息系统CWIX 2019、CWIX 2020测试演习的系统，演习结果表明，北约标准下对作战信息的交换易于操作并便于实施。Delta系统也是水下照明和照亮水面条件的系统。得益于Delta，SSO部队已获得北约快速反应部队的认证。Delta系统不断完善，并参与了Sea Breeze、快速三叉戟等国际演习，不仅展示了其技术符合标准，还展示了其可确保在操作过程中完成态势感知。

## 战术和技术特征
RK-360MC系统具有开发商宣称的以下战术和技术特征：
- 射程：7至280公里。
- 起始位置距海岸线的距离：不超过25公里。
- 单次齐射R-360飞弹的最大数量：24枚。
- 齐射发射间隔：3至5秒。
- 将反舰系统部署到新位置的时间：最多10分钟。
- 反舰系统的陆地机动距离：长达1000公里。
- 飞弹归位头视角：±60°。
- 火箭直径：380毫米。
- 火箭重量：870公斤。
- 弹头重量：150公斤。
- 火箭速度：900公里/时。

## 战斗记录

### 俄乌战争

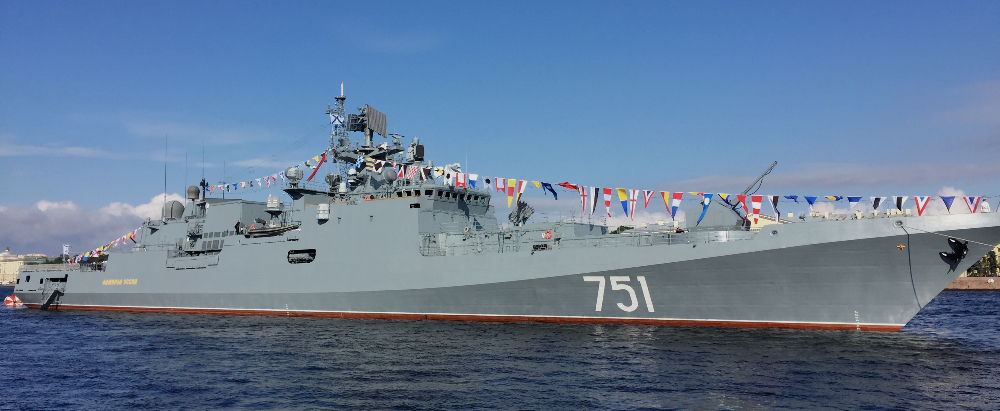
据未经证实的报道，2022年4月3日，埃森海军上将号护卫舰成为第一艘被海王星导弹成功击中（损坏）的舰艇。

乌克兰国防部长阿列克西·列兹尼科夫表示，俄罗斯窃取的原安装于黑海油气天然气公司钻井平台上的无线电子战系统为俄罗斯水面舰艇提供了掩护，使后者可躲避乌克兰海王星陆基反舰导弹系统的侦测。
据杜姆斯卡未经证实的报道，2022年4月3日，海王星反舰系统被俄罗斯11356R型埃森海军上将号护卫舰击中，该舰也遭到严重损坏。亚历山大·图奇诺夫表示，只有当导弹接近时，战舰的反导防御系统才会检测到攻击威胁。随后，他们密集火力还击，但乌方射出的海王星导弹也对该舰造成了严重损坏并使其退出战斗。

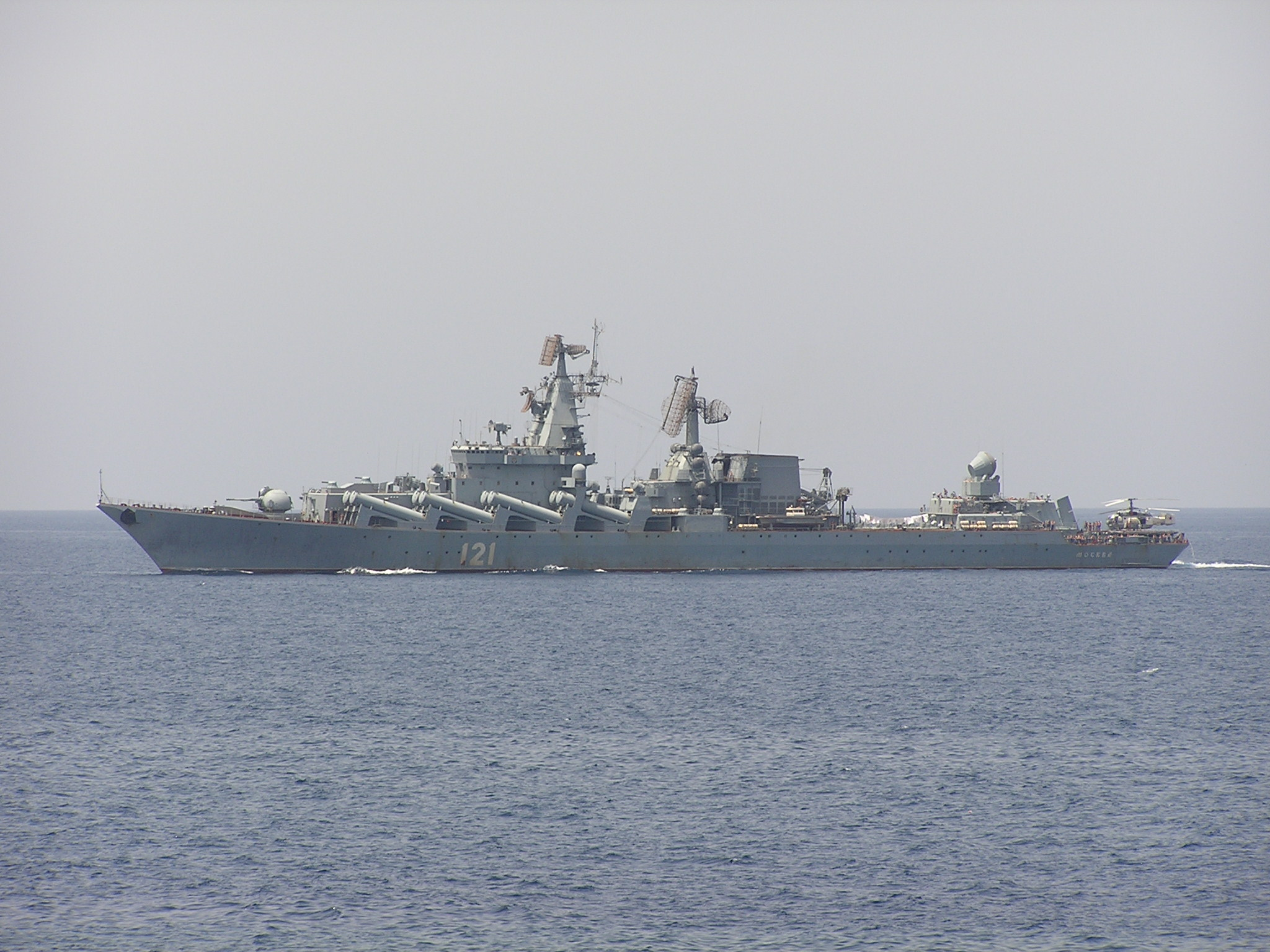
光荣级莫斯科号导弹巡洋舰，摄于2003年

2022年4月13日晚，乌克兰国防军使用海王星陆基反舰导弹系统向俄军黑海舰队旗舰光荣级莫斯科号导弹巡洋舰发射了两枚导弹。俄罗斯国防部证实了舰上爆炸、弹药爆炸以及船员（约500名水兵和军官）撤离的消息，未透露莫斯科号被毁的原因。4月14日确认该舰在风暴中沉入海底并受到损坏。
乌克兰军方摧毁了俄罗斯舰队六艘最大舰艇中的其中一艘。莫斯科号成为继1982年5月2日福克兰战争期间被击沉的阿根廷贝格拉诺将军号巡洋舰后，40年来第一艘被击沉的巡洋舰。莫斯科号也成为日俄战争以来俄罗斯舰队第一艘被摧毁的旗舰。莫斯科号沉没后，俄罗斯只剩下两艘光荣级舰艇：北方舰队的乌斯蒂诺夫元帅号和太平洋舰队旗舰瓦良格号。
2024年5月31日，乌克兰武装部队用海王星导弹袭击了位于克拉斯诺达尔边疆区的俄罗斯港口高加索石油码头。

## 使用方

### 潜在客户
- 印度尼西亞：据悉，2020年12月，印尼与乌克兰签署了一份关于签订RK-360MC海王星陆基反舰导弹系统供应合同的备忘录。[41]

### 当前客户
- 乌克兰：至少2套。[25]

## 相关词条
- 海王星导弹
- 鱼叉导弹
- 导弹防御

## 引文
1. ↑  YouTube上的Засоби і системи інерціальної навігації та початкового орієнтування ракетної та космічної техніки
2. 1 2 3  . 防务快报. 2022-04-17  [2024-10-24]. （原始内容存档于2025-05-16）.
3. ↑  . 防务快报.   [2022-04-17]. （原始内容存档于2024-11-30）.
4. ↑  . Ukrainian Military Pages. 2019-02-17  [2024-10-24]. （原始内容存档于2019-02-19）.
5. ↑  . ukrmilitary.com. Ukrainian Military Pages. 2019-04-05  [2019-04-04]. （原始内容存档于2025-04-29）.
6. ↑  . 乌克兰国际文传电讯社.   [2019-05-28]. （原始内容存档于2025-04-27） （乌克兰语）.
7. ↑  . 乌克兰国家通讯社.   [2019-05-28]. （原始内容存档于2024-12-01） （乌克兰语）.
8. ↑  Цензор.НЕТ. . Цензор.НЕТ.   [2019-05-28]. （原始内容存档于2025-06-15） （乌克兰语）.
9. ↑  . 乌克兰真理报.   [2019-05-28]. （原始内容存档于2024-12-02） （乌克兰语）.
10. ↑  . 乌克兰国际文传电讯社.   [2019-05-28]. （原始内容存档于2025-06-17） （乌克兰语）.
11. ↑  . 军事. 2020-04-27  [2022-01-25]. （原始内容存档于2021-04-14）.
12. ↑  . 军队信息网. 2020-05-29  [2022-01-25]. （原始内容存档于2021-05-26）.
13. ↑  . 乌克兰国家通讯社.   [2020-08-23]. （原始内容存档于2021-04-25）.
14. ↑  Люксіков Михайло. . 军事. 2020-09-24  [2024-10-24]. （原始内容存档于2024-11-14）.
15. ↑  Мали відбутись всі передбачені процедури. Тепер комплекс може замовлятись і закуповуватись як серійний зразок. Найближчим часом сформуємо офіційне замовлення, завдання щодо кількості та термінів їх постачання. Необхідні кошти для закупівлі у наявності.. Ukrainian Military Pages. 2020-10-20  [2024-10-24]. （原始内容存档于2025-07-11）.
16. ↑  . Ukrainian Military Pages. 2021-05-25.
17. ↑  . https://www.ukrmilitary.com/. Ukrainian Military Pages. 2019-06-04  [2019-06-04]. （原始内容存档于2025-06-16）.
18. ↑  . Ukrainian Military Pages. 2020-12-30  [2024-10-24]. （原始内容存档于2025-06-22）.
19. ↑  Люксіков Михайло. . 军事. 2021-12-15  [2024-10-24]. （原始内容存档于2024-11-13）.
20. ↑  Олександр Архат. . 军事. 2021-01-11  [2024-10-24]. （原始内容存档于2021-03-06）.
21. 1 2  Олександр Аргат. . 军事. 2021-02-28  [2024-10-24]. （原始内容存档于2024-11-14）.
22. 1 2  . Ukrainian Military Pages. 2021-03-15  [2024-10-24]. （原始内容存档于2025-07-25）.
23. ↑  Люксіков Михайло. . 军事. 2021-03-15  [2024-10-24]. （原始内容存档于2021-03-15）.
24. ↑  Illia Ponomarenko. . 基辅邮报. 2021-03-15  [2024-10-25]. （原始内容存档于2025-06-18） （英语）.
25. 1 2  Козацький Саня. . 军事. 2022-01-26  [2024-10-24]. （原始内容存档于2025-03-31）.
26. ↑  . 军事. 2019-10-09  [2024-10-24]. （原始内容存档于2024-11-14）.
27. 1 2 3 4 5 6 7 8 9 10 11 12 13  .   [2020-02-08]. （原始内容存档于2022-04-16）.
28. ↑  Люксіков Михайло. . 军事. 2020-11-25  [2024-10-24]. （原始内容存档于2024-11-13）.
29. ↑  . 军事.   [2024-10-24]. （原始内容存档于2024-11-14）.
30. ↑  . 军事. 2022-06-25  [2024-10-24]. （原始内容存档于2024-11-13）.
31. ↑  . 杜姆斯卡（乌克兰语：Думська）. 2022-04-03  [2024-10-24]. （原始内容存档于2022-04-03）.
32. ↑  . Букви. 2022-04-14.
33. 1 2 3  . 军事. 2022-04-14  [2024-10-24]. （原始内容存档于2022-04-14）.
34. 1 2  . 防务快报. 2022-04-13  [2024-10-24]. （原始内容存档于2022-04-13）.
35. ↑  . 防务快报. 2022-04-14  [2024-10-24]. （原始内容存档于2025-06-17）.
36. ↑  Thomas Newdick. . The War Zone. The Drive. 2022-04-14  [2024-10-24]. （原始内容存档于2025-06-17）.
37. ↑  Alastair Gale. . 华尔街日报. 2022-04-15  [2024-09-12]. （原始内容存档于2022-04-15） （英语）.
38. ↑  .   [2024-10-24]. （原始内容存档于2022-07-05）.
39. ↑  . 防务快报.   [2024-05-31]. （原始内容存档于2025-04-29） （乌克兰语）.
40. ↑  . 军事.   [2024-05-31] （乌克兰语）.
41. ↑  Люксіков Михайло. . 军事. 2020-12-24  [2024-10-24]. （原始内容存档于2024-11-14）.